# Cadobești, Zastavna
Cadobești (în ucraineană Кадубівці, transliterat: Kadubivți și în germană Kadobestie) este un sat reședință de comună în raionul Zastavna din regiunea Cernăuți (Ucraina). Are 3,285 locuitori, preponderent ucraineni (ruteni).
Satul este situat la o altitudine de 257 metri, pe malul unui afluent al pârâului Sovița, în partea de nord-vest a raionului Zastavna.

## Istorie
Localitatea Cadobești a făcut parte încă de la înființare din regiunea istorică Bucovina a Principatului Moldovei. Prima atestare documentară a localității datează din 20 mai 1589.
În ianuarie 1775, ca urmare a atitudinii de neutralitate pe care a avut-o în timpul conflictului militar dintre Turcia și Rusia (1768-1774), Imperiul Habsburgic (Austria de astăzi) a primit o parte din teritoriul Moldovei, teritoriu cunoscut sub denumirea de Bucovina. După anexarea Bucovinei de către Imperiul Habsburgic în anul 1775, localitatea Cadobești a făcut parte din Ducatul Bucovinei, guvernat de către austrieci, făcând parte din districtul Zastavna (în germană Zastawna). Din 1858, funcționa la Cadobești o școală cu 6 clase.
După Unirea Bucovinei cu România la 28 noiembrie 1918, satul Cadobești a făcut parte din componența României, în Plasa Nistrului a județului Cernăuți. Pe atunci, majoritatea populației era formată din ucraineni, existând și o comunitate de români. 
Ca urmare a Pactului Ribbentrop-Molotov (1939), Bucovina de Nord a fost anexată de către URSS la 28 iunie 1940, reintrând în componența României în perioada 1941-1944. Apoi, Bucovina de Nord a fost reocupată de către URSS în anul 1944 și integrată în componența RSS Ucrainene. 
Începând din anul 1991, satul Cadobești face parte din raionul Zastavna al regiunii Cernăuți din cadrul Ucrainei independente. Conform recensământului din 1989, numărul locuitorilor care s-au declarat români plus moldoveni era de 20 (3+17), reprezentând 0,62% din populație . În prezent, satul are 3.285 locuitori, preponderent ucraineni.

## Demografie
Componența lingvistică a comunei Cadobești
     Ucraineană (99,6%)
     Alte limbi (0,36%)
Conform recensământului din 2001, majoritatea populației comunei Cadobești era vorbitoare de ucraineană (99,6%), existând în minoritate și vorbitori de alte limbi.
1989: 3.226 (recensământ)
2007: 3.285 (estimare)

### Recensământul din 1930
Componența etnică a comunei Cadobești (județul Cernăuți)
     Ruteni (95,71%)
     Evrei (3,18%)
     Altă etnie (1,11%)
Componența confesională a comunei Cadobești
     Ortodocși (93,43%)
     Mozaici (3,18%)
     Fără religie (1,48%)
     Altă religie (1,91%)
Conform recensământului efectuat în 1930, populația comunei Cadobești se ridica la 2.893 locuitori. Majoritatea locuitorilor erau ruteni (95,71%), cu o minoritate de evrei (3,18%). Alte persoane s-au declarat: români (7 persoane), polonezi (22 de persoane) și germani (3 persoane). Din punct de vedere confesional, majoritatea locuitorilor erau ortodocși (93,43%), dar existau și mozaici (3,18%) și fără religie (1,48%). Alte persoane au declarat: greco-catolici (27 de persoane) și romano-catolici (28 de persoane).

## Personalități
- Wasyly Fedak (1909-2005) - arhiereu al Bisericii Ortodoxe Ucrainene din Canada; el a fost episcop de Saskatoon (1978-1981), episcop al Eparhiei de Est a Canadei (1981-1983), arhiepiscop de Toronto (1983-1985) și apoi arhiepiscop de Winnipeg și al Eparhiei Centrale a Canadei, mitropolit primat al Bisericii Ortodoxe Ucrainene din Canada (1985-2005). În anul 1990, Biserica păstorită de el a intrat în comuniune cu Patriarhia Constantinopolului.